# Agonist serotoninskog receptora
Agonist serotoninskog receptora je jedinjenje koje aktivira serotoninske receptore, na način sličan serotoninu.
Neselektivni agonisti:
Psilocin i DMT su serotoninski analozi prisutni u pojednim biljkama i pečurkama. Ta jedinjenja deluju na više serotoninskih receptorskih tipova.

## agonisti
Azapironi poput buspirona, gepirona, i tandospirona su 5-HT1A agonisti koji su u prodaju prvenstveno kao anksiolitici, i odnedavno kao antidepresivi.
Triptani poputs sumatriptana, rizatriptana, i naratriptana, su agonisti 5-HT1B receptora koji se koristi za skraćivanje trajanja migrene i napada klaster glavobolje.
Osim što su 5-HT1B agonisti, triptani su takođe agonisti 5-1D receptora, što doprinosi njihovom antimigrenskom dejstvu uzrokovanom vazokonstrikcijom krvnih sudova u mozgu.
LY-334,370 je selektivni 5-HT1F agonist koji je razvijala kompanija Ilaj Lili end kompani za tretman migrene i klusternih glavobolja. Razvoj je prekinut zbog toksičnosti na životinjama. Lasmiditan je uspešno prošao kroz fazu II kliničkih ispitivanja 2010. godine. 
Psihodelični lekovi poput LSD, meskalina, i 2C-B, deluju kao 5-HT2A agonisti. Njihovo dejstvo na ovom receptoru je odgovorno za psihodelične efekte. Neke od tih droga, su agonisti drugih 5HT receptorskih tipova. Nisu svi 5-HT2A agonisti psihoaktivni.
Lorkaserin je termogeni i anorektični lek za smanjenje telesne težine koji deluje kao selektivni  agonist.
Cisaprid i Tegaserod su parcijalni agonisti 5-4 receptora koji se koriste za tretiranje poremećaja gastrointestinalne motilnosti.
Prukaloprid je visoko selektivni agonist 5-4 receptora koji se može koristiti za tretman pojedinih poremećaja gastrointestinalne motilnosti. 
AS-19 (lek) je agonist 5-7 receptora koji se koristi u naučnim istraživanjima.

## Spoljašnje veze
- Архивирано на веб-сајту  (1. јун 2016)
- lista agensa 82017366
- Serotonin+agonists на 